# Újpest (városrész)
Újpest Budapest városrésze, a szintén Újpest nevet viselő IV. kerületben. A kerületben megtalálható hat városrész egyike.

## Határai
Újpest városrész határát északon Megyer felé a Rév utca – Váci út – Fóti út, délkeleten Istvántelek felé az Árpád út – Istvántelki út – Elem utca – Bécsi utca vonala képezi, kelet és dél felé a IV. kerület határa, nyugat felé pedig a Duna.
Két legfontosabb útja, a Váci út és az Árpád út országos közutak (a 2-es főút, illetve a 2102-es út) Budapesten belüli szakaszainak tekinthetők.

## Története
A városrész az 1950. január 1-jén Budapesthez csatolt Újpest városának történelmi településmagját foglalja magába, mely az egykori Pest határához tapadva, a mai IV. kerület déli részén alakult ki a 19. század középső harmadában.
Újpest később beépült, vagy még 1950-ben is beépítetlen részei ma Megyer, Káposztásmegyer, Székesdűlő és Népsziget városrészekhez tartoznak. 
2001-ben a városrész népessége 74 116, lakásainak száma 32 697 volt.